# Elenco de Sítio do Picapau Amarelo (2001)

O elenco da 1.ª temporada.

Sítio do Picapau Amarelo é uma série de televisão brasileira produzida pela TV Globo e exibida de 12 de outubro de 2001 a 7 de dezembro de 2007. Esta é a quinta adaptação feita para a televisão da série de livros homônima de Monteiro Lobato.
Esta é uma lista dos membros do elenco que interpretaram os personagens da série. A partir da temporada de 2003, o elenco do Sítio passou a sofrer modificações e anualmente, com alguns personagens tendo o seu ator substituído enquanto outros ainda permanecia com o mesmo intérprete. No entanto, em 2007 o elenco foi totalmente renovado com todos os personagens interpretados por novos atores.

## Principal
Em todos estes espaços cinzas significa que não teve participação na época da temporada.
| Personagem           | Temporadas                                             | Temporadas                                             | Temporadas                                           | Temporadas                                           | Temporadas                                           | Temporadas                                           | Temporadas                             |
| Personagem           | 1ª 2001                                                | 2ª 2002                                                | 3ª 2003                                              | 4ª 2004                                              | 5ª 2005                                              | 6ª 2006                                              | 7ª 2007                                |
| -------------------- | ------------------------------------------------------ | ------------------------------------------------------ | ---------------------------------------------------- | ---------------------------------------------------- | ---------------------------------------------------- | ---------------------------------------------------- | -------------------------------------- |
| Emília               | Isabelle Drummond                                      | Isabelle Drummond                                      | Isabelle Drummond                                    | Isabelle Drummond                                    | Isabelle Drummond                                    | Isabelle Drummond                                    | Tatyane Goulart                        |
| Narizinho            | Lara Rodrigues                                         | Lara Rodrigues                                         | Lara Rodrigues                                       | Caroline Molinari                                    | Caroline Molinari                                    | Amanda Diniz                                         | Raquel de Queiroz                      |
| Pedrinho             | César Cardadeiro                                       | César Cardadeiro                                       | César Cardadeiro                                     | João Vítor da Silva                                  | João Vítor da Silva                                  | Rodolfo Valente                                      | Vitor Mayer                            |
| Dona Benta           | Nicette Bruno                                          | Nicette Bruno                                          | Nicette Bruno                                        | Nicette Bruno                                        | Suely Franco                                         | Suely Franco                                         | Bete Mendes                            |
| Tia Nastácia         | Dhu Moraes                                             | Dhu Moraes                                             | Dhu Moraes                                           | Dhu Moraes                                           | Dhu Moraes                                           | Dhu Moraes                                           | Rosa Marya Colin                       |
| Visconde de Sabugosa | Cândido Damm                                           | Cândido Damm                                           | Cândido Damm                                         | Cândido Damm                                         | Aramis Trindade                                      | Aramis Trindade                                      | Kiko Mascarenhas                       |
| Tio Barnabé          | João Acaiabe                                           | João Acaiabe                                           | João Acaiabe                                         | João Acaiabe                                         | João Acaiabe                                         | João Acaiabe                                         | Gésio Amadeu                           |
| Cuca                 | Jacira Santos (corpo) Mônica Rossi (voz)               | Jacira Santos (corpo) Mônica Rossi (voz)               | Jacira Santos (corpo) Mônica Rossi (voz)             | Jacira Santos (corpo) Mônica Rossi (voz)             | Jacira Santos (corpo) Mônica Rossi (voz)             | Jacira Santos (corpo) Mônica Rossi (voz)             | Solange Couto                          |
| Saci Pererê          | Izak Dahora                                            | Izak Dahora                                            | Izak Dahora                                          | Izak Dahora                                          | Izak Dahora                                          | Izak Dahora                                          | Fabrício Boliveira                     |
| Rabicó               | Roberto Dornelles (corpo) Mário Jorge de Andrade (voz) | Roberto Dornelles (corpo) Mário Jorge de Andrade (voz) | Alinne Mendonça (corpo) Mário Jorge de Andrade (voz) | Alinne Mendonça (corpo) Mário Jorge de Andrade (voz) | Alinne Mendonça (corpo) Mário Jorge de Andrade (voz) | Alinne Mendonça (corpo) Mário Jorge de Andrade (voz) | Ricardo Tostes (corpo e voz)           |
| Conselheiro          | Zé Clayton (corpo) Márcio Simões (voz)                 | Zé Clayton (corpo) Márcio Simões (voz)                 | Zé Clayton (corpo) Márcio Simões (voz)               | Zé Clayton (corpo) Márcio Simões (voz)               | Zé Clayton (corpo) Márcio Simões (voz)               | Zé Clayton (corpo) Márcio Simões (voz)               | Zé Clayton (corpo) Márcio Simões (voz) |
| Quindim              | Sidney Beckencamp (corpo) Mauro Ramos (voz)            | Sidney Beckencamp (corpo) Mauro Ramos (voz)            | Sidney Beckencamp (corpo) Mauro Ramos (voz)          | Sidney Beckencamp (corpo) Mauro Ramos (voz)          | Sidney Beckencamp (corpo) Mauro Ramos (voz)          |                                                      |                                        |
| Zé Carijó            |                                                        | Cassiano Carneiro                                      | Cassiano Carneiro                                    | Cassiano Carneiro                                    | Cassiano Carneiro                                    | Cassiano Carneiro                                    |                                        |
| Pesadelo             |                                                        | Leandro Léo                                            | Leandro Léo                                          | Leandro Léo                                          | Leandro Léo                                          |                                                      |                                        |

## Recorrente
| Personagem        | Temporadas          | Temporadas                         | Temporadas          | Temporadas          | Temporadas          | Temporadas     | Temporadas      |
| Personagem        | 1ª 2001             | 2ª 2002                            | 3ª 2003             | 4ª 2004             | 5ª 2005             | 6ª 2006        | 7ª 2007         |
| ----------------- | ------------------- | ---------------------------------- | ------------------- | ------------------- | ------------------- | -------------- | --------------- |
| Elias Turco       | José Augusto Branco | José Augusto Branco                | José Augusto Branco | José Augusto Branco | José Augusto Branco | Isaac Bardavid | Renato Borghi   |
| Coronel Teodorico | Ary Fontoura        | Ary Fontoura                       | Ary Fontoura        | Ary Fontoura        | Ary Fontoura        |                |                 |
| Iara              | Ticiane Pinheiro    | Ticiane Pinheiro e Daniele Valente | Daniele Valente     | Lilian Cordeiro     | Lilian Cordeiro     | Ildi Silva     | Juliana Galvão  |
| Dona Carochinha   | Josie Antello       |                                    | Marilu Bueno        | Marilu Bueno        | Marilu Bueno        |                | Marília Barbosa |
| Príncipe Escamado | Rafael Novaes       | Rafael Novaes                      |                     | Rafael Novaes       |                     |                |                 |
| Dr. Caramujo      | Paulo Bibiano       | Paulo Bibiano                      | Paulo Bibiano       | Paulo Bibiano       | Paulo Bibiano       |                |                 |
| Dona Aranha       | Ana Paula Botelho   | Pia Manfroni                       |                     |                     | Pia Manfroni        |                |                 |
| Bagre Mordomo     | Thiago Mendonça     | Thiago Mendonça                    |                     |                     | Thiago Mendonça     |                |                 |
| Delegado          |                     |                                    | Freddy Ribeiro      | Freddy Ribeiro      | Freddy Ribeiro      | Cláudio Mendes | Paulo Gustavo   |
| Candoca           |                     | Cláudia Rodrigues                  | Cláudia Rodrigues   |                     |                     |                |                 |

## Elenco por temporada

### Primeira Temporada (2001 - 2002)
Elenco Principal
| Ator              | Personagem           |
| ----------------- | -------------------- |
| Nicette Bruno     | Dona Benta           |
| Dhu Moraes        | Tia Nastácia         |
| Cândido Damm      | Visconde de Sabugosa |
| Isabelle Drummond | Emília               |
| Lara Rodrigues    | Narizinho            |
| César Cardadeiro  | Pedrinho             |
| João Acaiabe      | Tio Barnabé          |
| Izak Dahora       | Saci                 |

Elenco Recorrente
| Ator                | Personagem           |
| ------------------- | -------------------- |
| Ary Fontoura        | Coronel Teodorico    |
| José Augusto Branco | Elias Turco          |
| Josie Antello       | Dona Carochinha      |
| Janser Barreto      | Pequeno Polegar      |
| Rafael Novaes       | Príncipe Escamado    |
| Paulo Bibiano       | Doutor Caramujo      |
| Ana Paula Botelho   | Dona Aranha          |
| Pia Manfroni        | Dona Aranha          |
| Thiago Mendonça     | Bagre Mordomo        |
| Beatriz Browne      | Miss Sardine         |
| Viviane Novaes      | Iara                 |
| Ticiane Pinheiro    | Iara                 |
| Regiane Alves       | Branca de Neve       |
| Samara Felippo      | Branca de Neve       |
| Thaís Fersoza       | Cinderela            |
| Fernanda Rodrigues  | Cinderela            |
| Nathália Limaverde  | Chapeuzinho Vermelho |
| Alby Ramos          | Capitão Gancho       |
| Edson Celulari      | Dom Quixote          |
| Luiz Magnelli       | Sancho Pança         |
| Ney Latorraca       | Barão de Munchausen  |
| Gabriel Jansen      | Curupira             |
| Tatiane França      | Mula-Sem-Cabeça      |

Participações Especiais
| Lista de participações especiais | Lista de participações especiais | Lista de participações especiais  |
| Ator                             | Personagem                       | Episódio                          |
| -------------------------------- | -------------------------------- | --------------------------------- |
| Duda Ribeiro                     | Arapuca                          | Caçadas de Pedrinho               |
| Isaac Bardavid                   | Miguelito                        | Caçadas de Pedrinho               |
| Miriam Pires                     | Cuca Velhinha                    | Viagem ao País das Fábulas        |
| Milton Gonçalves                 | Sr. Guima                        | Viagem ao País das Fábulas        |
| Bussunda                         | Gênio                            | Festa do Faz de Conta             |
| Marcelo Faria                    | Ali Babá                         | Festa do Faz de Conta             |
| Bernardo Castro Alves            | Teodorico (criança)              | Festa do Faz de Conta             |
| Herson Capri                     | São Jorge                        | Viagem ao Céu                     |
| Deborah Evelyn                   | Dalva                            | Viagem ao Céu                     |
| Carlos Vereza                    | Austregésilo                     | Viagem ao Céu                     |
| Irving São Paulo                 | Gama                             | Viagem ao Céu                     |
| Betty Gofman                     | Beth Freezer                     | Viagem ao Céu                     |
| Odilon Wagner                    | Almirante Brown                  | Viagem ao Céu                     |
| Dorgival Júnior                  | Flor das Alturas                 | Viagem ao Céu                     |
| Charles Paraventi                | Dr. Zamenhoff                    | Reforma da Natureza               |
| Carlos Sato                      | Representante do Japão           | Reforma da Natureza               |
| Jéssica Marina                   | Magrela                          | Reforma da Natureza               |
| Beth Goulart                     | Aspásia                          | O Minotauro                       |
| Ângelo Antônio                   | Mário Machado                    | Memórias de Emília                |
| Alexandre Barillari              | Popó                             | Memórias de Emília                |
| Ivan Mendes                      | Tony Power                       | Memórias de Emília                |
| Rodrigo Faro                     | Hércules                         | Os XII Trabalhos de Hércules      |
| Lília Cabral                     | Hera                             | Os XII Trabalhos de Hércules      |
| Maria Luísa Mendonça             | Palas Atena                      | Os XII Trabalhos de Hércules      |
| Elias Gleizer                    | Rei Euristeus                    | Os XII Trabalhos de Hércules      |
| Maria Fernanda Cândido           | Afrodite                         | Os XII Trabalhos de Hércules      |
| Flávio Migliaccio                | Rei Áugias                       | Os XII Trabalhos de Hércules      |
| Eunice Baía                      | Maíra                            | Os XII Trabalhos de Hércules      |
| Lu Grimaldi                      | Medéia                           | Os XII Trabalhos de Hércules      |
| Bruno Gagliasso                  | Romeu / Romildo                  | Histórias Diversas                |
| Ludmila Dayer                    | Julieta / Juliana                | Histórias Diversas                |
| Thiago Lacerda                   | Hans Staden                      | As Aventuras de Hans Staden       |
| Heitor Martinez                  | Nicolau                          | As Aventuras de Hans Staden       |
| Leonardo Vieira                  | Leonardo DaVinci                 | História das Invenções            |
| Fernanda Biancamano              | Sininho                          | Peter Pan                         |
| Danielle Winits                  | Cuca disfarçada de Jaqueline     | A Volta ao Reino das Águas Claras |
| Leandra Leal                     | Cuca disfarçada de carteira      | Perigo no Reino das Águas Claras  |
| Mauro Mendonça                   | Fantasma do Barão                | O Fantasma do Casarão             |
| Bruna Marquezine                 | Florinda das Alturas             | As Caçadas do Barão de Munchausen |

### Segunda Temporada (2002)
Elenco Principal
| Ator              | Personagem           |
| ----------------- | -------------------- |
| Nicette Bruno     | Dona Benta           |
| Dhu Moraes        | Tia Nastácia         |
| Cândido Damm      | Visconde de Sabugosa |
| Isabelle Drummond | Emília               |
| Lara Rodrigues    | Narizinho            |
| César Cardadeiro  | Pedrinho             |
| João Acaiabe      | Tio Barnabé          |
| Izak Dahora       | Saci                 |

Elenco Recorrente
| Ator                | Personagem        |
| ------------------- | ----------------- |
| Ary Fontoura        | Coronel Teodorico |
| José Augusto Branco | Elias Turco       |
| Cassiano Carneiro   | Zé Carijó         |
| Leandro Léo         | Pesadelo          |
| Daniele Valente     | Iara              |
| Henrique Ramiro     | Peninha           |
| Elizabeth Savalla   | Morgana           |
| Priscilla Campos    | Lua Cheia         |
| Zezé Polessa        | Aranha Secretária |

Participações Especiais
| Lista de participações especiais | Lista de participações especiais          | Lista de participações especiais |
| Ator                             | Personagem                                | Episódio                         |
| -------------------------------- | ----------------------------------------- | -------------------------------- |
| Antônio Calloni                  | Conde Xis Parmesan                        | O Menino Bruxo                   |
| Lupe Gigliotti                   | Bruxa Velha                               | A Convenção das Bruxas           |
| Nizo Neto                        | Frankstein                                | A Convenção das Bruxas           |
| Samara Felippo                   | Branca de Neve                            | A Convenção das Bruxas           |
| Márcio Garcia                    | Príncipe Khodadad                         | A Convenção das Bruxas           |
| Ana Beatriz Cisneiros            | Tia Nastácia (criança)                    | Bruxa Mãe... Bruxa Filha         |
| Humberto Martins                 | Capitão Pirata                            | O Mapa do Tesouro                |
| Phellipe Haagensen               | Billy Osso                                | O Mapa do Tesouro                |
| Alexandre Barillari              | Itamar                                    | O Cangaceiro Lobisomem           |
| Maria Maya                       | Tonica Ventania                           | O Cangaceiro Lobisomem           |
| Cláudia Rodrigues                | Candoca                                   | O Cangaceiro Lobisomem           |
| Carlos Vereza                    | Trovoada                                  | O Cangaceiro Lobisomem           |
| João Carlos Barroso              | Tião Susto                                | O Cangaceiro Lobisomem           |
| Renato Rabelo                    | Zorelha                                   | O Cangaceiro Lobisomem           |
| Eva Todor                        | Maria José (Mazé)                         | O Cangaceiro Lobisomem           |
| Maurício Mattar                  | Tupã                                      | A Pedra Verde                    |
| Antônio Pedro                    | Barba Ruiva                               | A Pedra Verde                    |
| Rafael Novaes                    | Príncipe Escamado                         | A Pedra Verde                    |
| Pia Manfroni                     | Dona Aranha                               | A Pedra Verde                    |
| Angélica                         | Cuca disfarçada de Angélica               | A Pedra Verde                    |
| Bárbara Bruno                    | Dona Benta (jovem)                        | A Pedra Verde                    |
| Ana Maria Braga                  | Ela Mesma                                 | A Pedra Verde                    |
| Louro José                       | Ele Mesmo                                 | A Pedra Verde                    |
| Alice Borges                     | Mulher que leva Tia Nastácia ao Mais Você | A Pedra Verde                    |

### Terceira Temporada (2003 - 2004)
Elenco Principal
| Ator                | Personagem           |
| ------------------- | -------------------- |
| Nicette Bruno       | Dona Benta           |
| Dhu Moraes          | Tia Nastácia         |
| Cândido Damm        | Visconde de Sabugosa |
| Isabelle Drummond   | Emília               |
| Lara Rodrigues      | Narizinho            |
| César Cardadeiro    | Pedrinho             |
| João Acaiabe        | Tio Barnabé          |
| Izak Dahora         | Saci                 |
| Cassiano Carneiro   | Zé Carijó            |
| José Augusto Branco | Elias Turco          |
| Ary Fontoura        | Coronel Teodorico    |
| Leandro Léo         | Pesadelo             |

Elenco Recorrente
| Ator              | Personagem               |
| ----------------- | ------------------------ |
| Marilu Bueno      | Dona Carochinha          |
| Cláudia Rodrigues | Candoca                  |
| Regiana Antonini  | Miloca                   |
| Mara Manzan       | Tetéia                   |
| Daniele Valente   | Iara                     |
| Igor Amaral       | Badalo                   |
| Lilian Cordeiro   | Cuca disfarçada de gente |

Participações Especiais
| Lista de participações especiais | Lista de participações especiais  | Lista de participações especiais |
| Ator                             | Personagem                        | Episódio                         |
| -------------------------------- | --------------------------------- | -------------------------------- |
| Norton Nascimento                | Maldoror                          | O Extraterrestre                 |
| Raul Gazolla                     | Moby                              | O Extraterrestre                 |
| Nelson Freitas                   | Dick                              | O Extraterrestre                 |
| Cristina Pereira                 | Alista                            | O Extraterrestre                 |
| Guilherme Karam                  | Anibal                            | O Extraterrestre                 |
| Leonardo Vieira                  | Rei Arthur                        | O Rei Arthur                     |
| Leandra Leal                     | Rainha Guinevere                  | O Rei Arthur                     |
| Luana Piovani                    | Morgana Le Fay                    | O Rei Arthur                     |
| Emiliano Queiroz                 | Merlim                            | O Rei Arthur                     |
| Luciano Vianna                   | Mordred                           | O Rei Arthur                     |
| Guilherme Trajano                | Lancelot                          | O Rei Arthur                     |
| Pedro Neschling                  | Percival                          | O Rei Arthur                     |
| Lima Duarte                      | João Melado                       | A Mula-Sem-Cabeça                |
| Carla Marins                     | Berta                             | A Mula-Sem-Cabeça                |
| Priscila Fantim                  | Bela                              | A Bela e a Fera                  |
| Luigi Baricelli                  | Fera                              | A Bela e a Fera                  |
| Maria Luísa Mendonça             | Flora                             | A Bela e a Fera                  |
| Márcia Cabrita                   | Dulce                             | A Bela e a Fera                  |
| Fernanda Paes Leme               | Clarice                           | A Bela e a Fera                  |
| André Gonçalves                  | Juca Pirama                       | Juca Pirama                      |
| Amandha Lee                      | Jacyra                            | Juca Pirama                      |
| Alessandra Negrini               | Rapunzel                          | Rapunzel                         |
| Eduardo Moscovis                 | Otávio                            | Rapunzel                         |
| Arlete Salles                    | Hermengada                        | Rapunzel                         |
| Patrícya Travassos               | Serena                            | Rapunzel                         |
| Aramis Trindade                  | Misoio                            | Rapunzel                         |
| Paulo Goulart                    | Bartolomeu Bueno / Anhanguera     | Os Bandeirantes                  |
| Letícia Spiller                  | Gavita                            | Os Bandeirantes                  |
| Bernardo Castro Alves            | Bartolomeuzinho                   | Os Bandeirantes                  |
| Juliana Knust                    | Piracema                          | Os Bandeirantes                  |
| Heitor Martinez                  | Tucuna                            | Os Bandeirantes                  |
| Patrick de Oliveira              | Poti                              | Os Bandeirantes                  |
| Duda Mamberti                    | Damião                            | Os Bandeirantes                  |
| Cássio Gabus Mendes              | Nicanor                           | O Sumiço da Emília               |
| Tato Gabus Mendes                | Bacamarte                         | O Sumiço da Emília               |
| Ana Maria Braga                  | Ela Mesma                         | O Sumiço da Emília               |
| Louro José                       | Ele Mesmo                         | O Sumiço da Emília               |
| Louro João                       | Ele Mesmo                         | O Sumiço da Emília               |
| Lupe Gigliotti                   | Mulher que dá carona ao Bacamarte | O Sumiço da Emília               |
| Luiz Carlos Tourinho             | Mefisto                           | O Circo                          |
| Cláudia Raia                     | Medéia                            | O Circo                          |
| Elias Gleizer                    | Berloque                          | O Circo                          |
| Karina Marthin                   | Nabila                            | O Circo                          |
| Vic Militello                    | Mulher Barbada                    | O Circo                          |
| Freddy Ribeiro                   | Delegado Perilúcio                | O Circo                          |
| Marcelo Serrado                  | Polidoro                          | O Rodeio                         |
| Flávia Alessandra                | Branca-Flor                       | O Rodeio                         |
| Aloísio de Abreu                 | Wilbert Adams                     | O Rodeio                         |
| Thiago Picchi                    | Juca Branco                       | O Rodeio                         |
| Cássia Foureaux                  | Pérola Ruiva                      | O Rodeio                         |
| Maurício Mattar                  | Coronel Timbó Júnior              | A Estrada                        |
| Carla Diaz                       | Cléo Timbó                        | A Estrada                        |
| Ilva Niño                        | Tonha Timbó                       | A Estrada                        |
| Duda Ribeiro                     | Advogado                          | A Estrada                        |

### Quarta Temporada (2004 - 2005)
Elenco Principal
| Ator                | Personagem           |
| ------------------- | -------------------- |
| Nicette Bruno       | Dona Benta           |
| Dhu Moraes          | Tia Nastácia         |
| Cândido Damm        | Visconde de Sabugosa |
| Cândido Damm        | Dom Quixote          |
| Isabelle Drummond   | Emília               |
| Caroline Molinari   | Narizinho            |
| João Vitor da Silva | Pedrinho             |
| João Acaiabe        | Tio Barnabé          |
| Izak Dahora         | Saci                 |
| Cassiano Carneiro   | Zé Carijó            |
| Lilian Cordeiro     | Iara                 |
| Leandro Léo         | Pesadelo             |
| Lupe Gigliotti      | Dona Joaninha        |
| José Augusto Branco | Elias Turco          |
| Ary Fontoura        | Coronel Teodorico    |
| Igor Amaral         | Angico               |
| Gustavo Pereira     | Zequinha             |

Elenco Recorrente
| Ator            | Personagem         |
| --------------- | ------------------ |
| Renata Ghelli   | Cecéu              |
| Freddy Ribeiro  | Delegado Perilúcio |
| Cássio Pandolfi | Padre              |
| Yedda Alves     | Dona Madalena      |
| Yachmin Gazall  | Margarida          |

Participações Especiais
| Lista de participações especiais | Lista de participações especiais | Lista de participações especiais |
| Ator                             | Personagem                       | Episódio                         |
| -------------------------------- | -------------------------------- | -------------------------------- |
| Bruna Marquezine                 | Jajale / Marina                  | A Menina da Selva                |
| Odilon Wagner                    | P.P.A.                           | A Menina da Selva                |
| Rita Guedes                      | Amorzinho                        | A Menina da Selva                |
| Marcos Breda                     | Mike Navalha                     | A Menina da Selva                |
| Aramis Trindade                  | Godofredo                        | A Menina da Selva                |
| Flávio Migliaccio                | Iaú                              | A Menina da Selva                |
| Rafael Novaes                    | Príncipe Escamado                | A Menina da Selva                |
| Wanessa Camargo                  | Diana                            | D.A.N.C.E.                       |
| Supla                            | Elvis McCartney                  | D.A.N.C.E.                       |
| Stella Maria Rodrigues           | Elvira                           | D.A.N.C.E.                       |
| Luciano Vianna                   | Geninho                          | D.A.N.C.E.                       |
| Marluce Medeiros                 | Alice                            | D.A.N.C.E.                       |
| Ariana Rocha                     | Estela                           | D.A.N.C.E.                       |
| Maria João Bastos                | Izabel                           | A Dama dos Pés de Cabra          |
| Pedro Górgia                     | Argemiro                         | A Dama dos Pés de Cabra          |
| Julie Sergeant                   | Bruxa Antera                     | A Dama dos Pés de Cabra          |
| Suzana Pires                     | Dona Joaninha (jovem)            | A Dama dos Pés de Cabra          |
| Bruno Mazzeo                     | Aladim                           | Aladim                           |
| Karol Nassif                     | Harmina                          | Aladim                           |
| Ernani Moraes                    | Gênio                            | Aladim                           |
| Henrique Ramiro                  | Pesadelo transformado em gente   | Aladim                           |
| Marcos Tumura                    | Takeshi-San                      | O Pequeno Samurai                |
| Renata Sayuri                    | Tomiko / Do-I                    | O Pequeno Samurai                |
| Carlos Sato                      | Akio-San                         | O Pequeno Samurai                |
| Octavio Saito                    | Eiji                             | O Pequeno Samurai                |
| Dan Nakagawa                     | Musashi                          | O Pequeno Samurai                |
| Marcos Winter                    | João Talho                       | O Pequeno Samurai                |
| Roberta Foster                   | Lagarta                          | O Pequeno Samurai                |
| Aramis Trindade                  | Visconde de Sabugosa             | Dom Quixote                      |
| Ângelo Paes Leme                 | Lazarilho                        | Dom Quixote                      |
| Carol Roehrig                    | Tambelina                        | Dom Quixote                      |
| Alexandre Barillari              | Sansão Carrasco                  | Dom Quixote                      |

### Quinta Temporada (2005)
| Ator                | Personagem                   |
| ------------------- | ---------------------------- |
| Suely Franco        | Dona Benta                   |
| Isabelle Drummond   | Emília                       |
| Caroline Molinari   | Narizinho                    |
| João Vitor da Silva | Pedrinho                     |
| Aramis Trindade     | Visconde de Sabugosa         |
| Dhu Moraes          | Tia Nastácia                 |
| Henrique Ramiro     | João da Luz                  |
| Karen Marinho       | Cléo Monteiro                |
| Lu Grimaldi         | Marcela Monteiro             |
| Chico Anysio        | Dr. Oswaldo Saraiva          |
| Ary Fontoura        | Coronel Teodorico de Menezes |
| Lupe Gigliotti      | Dona Joaninha Pão-Doce       |
| Cassiano Carneiro   | Zé Carijó                    |
| João Acaiabe        | Tio Barnabé                  |
| Igor Amaral         | Angico                       |
| Gustavo Pereira     | Zequinha                     |
| Marilu Bueno        | Dona Carochinha              |
| Izak Dahora         | Saci                         |
| Lilian Cordeiro     | Iara                         |
| Leandro Léo         | Pesadelo                     |
| Nathália Limaverde  | Tetéia                       |
| Thavyne Ferrari     | Patty Pop                    |
| Diego Ramiro        | César Britto / Máscara Verde |
| Charles Daves       | Dr. Madeira                  |
| Hylka Maria         | Miss Sardine                 |
| José Augusto Branco | Elias Turco                  |
| Carol Roehrig       | Tambelina                    |
| Yachmin Gazall      | Antonica                     |
| Renata Ghelli       | Cecéu                        |
| Freddy Ribeiro      | Delegado Perilúcio           |
| Cássio Pandolfi     | Padre                        |

Participações especiais
| Ator                   | Personagem                               |
| ---------------------- | ---------------------------------------- |
| Yedda Alves            | Dona Madalena                            |
| Nádia Carvalho         | Gláucia                                  |
| Nizo Neto              | Nestor                                   |
| André Gonçalves        | Pequeno Polegar                          |
| Márcia Cabrita         | Estelita Caetano                         |
| Carlos Loffler         | Leopoldo Consorte                        |
| Thiago Fragoso         | Ramiro / Rabicó transformado em príncipe |
| Pia Manfroni           | Dona Aranha                              |
| José de Abreu          | Matosinho                                |
| Carlos Vereza          | Diretor da instituição                   |
| Stella Maria Rodrigues | Joyce                                    |
| Maurício Mattar        | Romeu Albuquerque                        |
| Juliana Cabral         | Professora Léa                           |
| Cininha de Paula       | Juíza Maristela                          |

### Sexta Temporada (2006)
| Ator                   | Personagem                     |
| ---------------------- | ------------------------------ |
| Suely Franco           | Dona Benta                     |
| Aramis Trindade        | Visconde de Sabugosa           |
| Isabelle Drummond      | Emília                         |
| Rodolfo Valente        | Pedrinho                       |
| Dhu Moraes             | Tia Nastácia                   |
| Amanda Diniz           | Narizinho                      |
| José Rubens Chachá     | Valdo Serrão                   |
| Caetano O'Maihlan      | Chico Maciel                   |
| Fany Georguleas        | Princesa Thirza                |
| Cássio Scapin          | Urbano Madureira               |
| Bel Kutner             | Flor Caipora Madureira         |
| Cassiano Carneiro      | Zé Carijó                      |
| João Acaiabe           | Tio Barnabé                    |
| Izak Dahora            | Saci                           |
| Patrícia Selonk        | Matilda Salomão                |
| Marcela Rosis          | Mirthes Salomão                |
| Isaac Bardavid         | Elias Turco                    |
| Flávio Migliaccio      | Lúcio Lobo Madureira (Eremita) |
| Luiz Magnelli          | Baobá Caipora                  |
| Thavyne Ferrari        | Flora Caipora                  |
| Stella Freitas         | Florena Caipora                |
| Selma Lopes            | Dona Flor Caipora (Vovó)       |
| Marcel Miranda         | Guilhermino Madureira (Grilo)  |
| Arno Pruner            | Samuel Alves                   |
| Lara Rodrigues         | Samira Turco                   |
| Thiago de Los Reyes    | Príncipe Theo                  |
| Anita Falcão           | Clarice Serrão                 |
| João Vitor da Silva    | Pepe Curupira                  |
| Ildi Silva             | Iara                           |
| Lidi Lisboa            | Jurema                         |
| Fábio Keldani          | Jovino                         |
| Cláudio Mendes         | Delegado                       |
| Álamo Facó             | Canguiço                       |
| Fernando Ceylão        | Pantufo                        |
| André Gustavo Siqueira | Fígaro                         |

Participações especiais
| Ator              | Personagem                      |
| ----------------- | ------------------------------- |
| Sandy             | Fada Felícia                    |
| Emiliano Queiroz  | Mago Mor                        |
| Ricardo Petraglia | Trévan                          |
| Henri Pagnoncelli | Rei Basileu                     |
| Cristina Mullins  | Rainha Basília                  |
| Natália Sambrini  | Fada Celeste                    |
| Daniel Erthal     | Capitão Kosmos                  |
| Sophie Charlotte  | Cinderela                       |
| Maria Gladys      | Fátima                          |
| Vitor Mayer       | Pinóquio                        |
| Camila Amado      | Rainha Tília                    |
| Mário Martini     | Rei Tames                       |
| Yedda Alves       | Dona Abigail                    |
| Márcia Cabrita    | Cuca disfarçada de gente / Cacá |
| Dirce Migliaccio  | Mãe de Valdo                    |

### Sétima Temporada (2007)
| Ator               | Personagem           |
| ------------------ | -------------------- |
| Bete Mendes        | Dona Benta           |
| Rosa Marya Colin   | Tia Nastácia         |
| Kiko Mascarenhas   | Visconde de Sabugosa |
| Tatyane Goulart    | Emília               |
| Raquel de Queiroz  | Narizinho            |
| Vitor Mayer        | Pedrinho             |
| Gésio Amadeu       | Tio Barnabé          |
| Fabrício Boliveira | Saci                 |
| Solange Couto      | Cuca                 |
| Nelson Xavier      | Barão de Tremembé    |
| Pia Manfroni       | Minerva              |
| Ricardo Tostes     | Rabicó               |
| Juliana Galvão     | Iara                 |
| Humberto Carrão    | Caipora              |
| Renato Borghi      | Elias Turco          |
| Paulo Gustavo      | Delegado Lupicínio   |
| Duda Ribeiro       | Jeca Tatu            |
| Gustavo Gasparani  | Zé Cabreiro          |
| Catarina Abdala    | Dona Carmela         |
| Aramis Trindade    | Libério              |
| Anderson Lau       | Ching Ling           |
| Sônia de Paula     | Dona Miúda           |
| Duda Mamberti      | Padre Benedito       |
| Agildo Ribeiro     | Coronel Teotônio     |
| Eri Johnson        | Arlindo Orlando      |
| Flávia Rubim       | Da Graça             |
| Pablo Sanábio      | Casca / Cascudo      |